# ناعومي تامورا
ناعومي تامورا (باليابانية: 田村直美؛ بالكانا: たむら なおみ) هي ملحنة ومغنية مؤلفة ومغنية وشاعرة يابانية، ولدت في 11 ديسمبر 1963 في ناغويا في اليابان.

## وصلات خارجية
- الموقع الرسمي
- ناعومي تامورا على موقع ميوزك برينز (الإنجليزية)
- ناعومي تامورا على موقع أول ميوزيك (الإنجليزية)
- ناعومي تامورا على موقع ديسكوغز (الإنجليزية)
- ناعومي تامورا على موقع ANN person (الإنجليزية)